# Leo Kammel
Leo Kammel (* 15. März 1885 in Steinschönau, Böhmen; † 25. Juli 1948 in Wien) war ein österreichischer Architekt.

## Leben
Leo Kammel war der Sohn eines Glasfabrikanten in Nordböhmen. Kammel schloss die Kunstgewerbeschule in Prag 1905 ab und besuchte anschließend die Akademie der bildenden Künste bei Jan Kotěra, einem der bedeutendsten Schüler Otto Wagners. Nach Abschluss der Ausbildung ließ sich Kammel um 1913 in Wien als freier Architekt nieder. In der Zwischenkriegszeit war er vorwiegend in Österreich (unter anderem für die Gemeinde Wien) und in der Tschechoslowakei (Kinos) tätig, wobei sein umfangreiches Schaffen noch nicht vollständig dokumentiert ist. 1929 hielt er auch Vorlesungen an der Technischen Hochschule Wien. Kammel arbeitete unter wechselnden politischen Verhältnissen, so während des Ständestaates in Österreich und auch in der nationalsozialistischen Zeit, wie dann danach in der Zweiten Republik. Er wurde am Döblinger Friedhof bestattet.
Der gleichnamige Sohn Leo Kammel junior war ebenfalls Architekt.

## Bedeutung
Kammels Bauten vor dem Ersten Weltkrieg sind klassizierend und flächig gestaltet und stehen damit unter dem Einfluss Otto Wagners. In der Zwischenkriegszeit hingegen wird sein Lehrer Jan Kotěra und die kubistische tschechische Architektur für ihn bestimmend. Expressionistische Gestaltungselemente wie spitzwinkelige Gesimse und Erker zeichnen seine Gemeindebauten aus. Ab den 1930er Jahren folgt er schließlich dem zeitgenössischen Funktionalismus.

## Werke
- Miethäuser, Wien 17, Rosensteingasse 84–86 (1914)
- Miethaus, Wien 6, Haydngasse 14 (1914)
- Wohnhausanlage der Gemeinde Wien, Wien 7, Bernardgasse 38 (1925)
- Wohnhaus mit Veranstaltungsräumen des christlichen Bücherhauses, Wien 8, Blindengasse 65 (1926–1930)
- Methodistenkirche Wien 8, Bennogasse 11 (1926–1927)
- Kino in Steinschönau, Tschechoslowakei (1926)[2]

- Landhaus, Baden, NÖ, Valeriestraße 5 (1927)
- Kino in Jägerndorf, Tschechoslowakei (1927)
- Beethoven-Kino Baden, Beethovengasse 2a, NÖ (1927)
- Wohnhausanlage der Gemeinde Wien, Wien 9, D’Orsaygasse 3–5 (1927–1928)
- Wohnhausanlage der Alpine Montan, Leoben, Steiermark, Im Tal 147 (1927–1928)
- Wohnhausanlage des Gemeinde Wien, Wien 19, Döblinger Gürtel 10 (1927–1928)
- Miethaus, Wien 19, Döblinger Hauptstraße 52 (1930)
- Kino in Neutitschein, Tschechoslowakei (1930)
- Wohnhausanlage der Gemeinde Wien „Skarethof“, Wien 15, Diefenbachgasse 49-51 (1930–1931)
- Wohnhausanlage für öffentlich Angestellte „Austria“, Wien 3, Salesianergasse 1b/Grimmelshausengasse 6–8 (1930–1931)
- Hochhaus, Wien 1, Laurenzerberg 3 (1933); gemeinsam mit Felix Angelo Pollak
- Wohnhausanlage der Gemeinde Wien, Wien 15, Gablenzgasse 35–37 (1931–1932); gemeinsam mit Bildhauer Florian Josephu-Drouot
- Zweigstelle der Wiener Städtischen Versicherung, Wien 1, Stephansplatz/Rotenturmstraße (1935), nicht erhalten
- Deutsches Volkstheater Wien, Führerzimmer, Wien 7, Museumsstraße 2a (1938)
- Führerloge des Raimundtheaters, Wien (1939); gemeinsam mit Fritz Zeymer
- Wiederherstellung des Wiener Volkstheaters, Wien 7, Museumsstraße 2a (1947)
- Wiederherstellung des Miethauses Wien 13, Wattmanngasse 5 (1947–1948)
- Rathaus Neunkirchen in Neunkirchen in Niederösterreich (1948–1950)
- Wohnhausanlage, Wien 5, Siebenbrunnengasse 36 (1948–1950); möglicherweise von Kammel junior gemeinsam mit Otto Schönthal

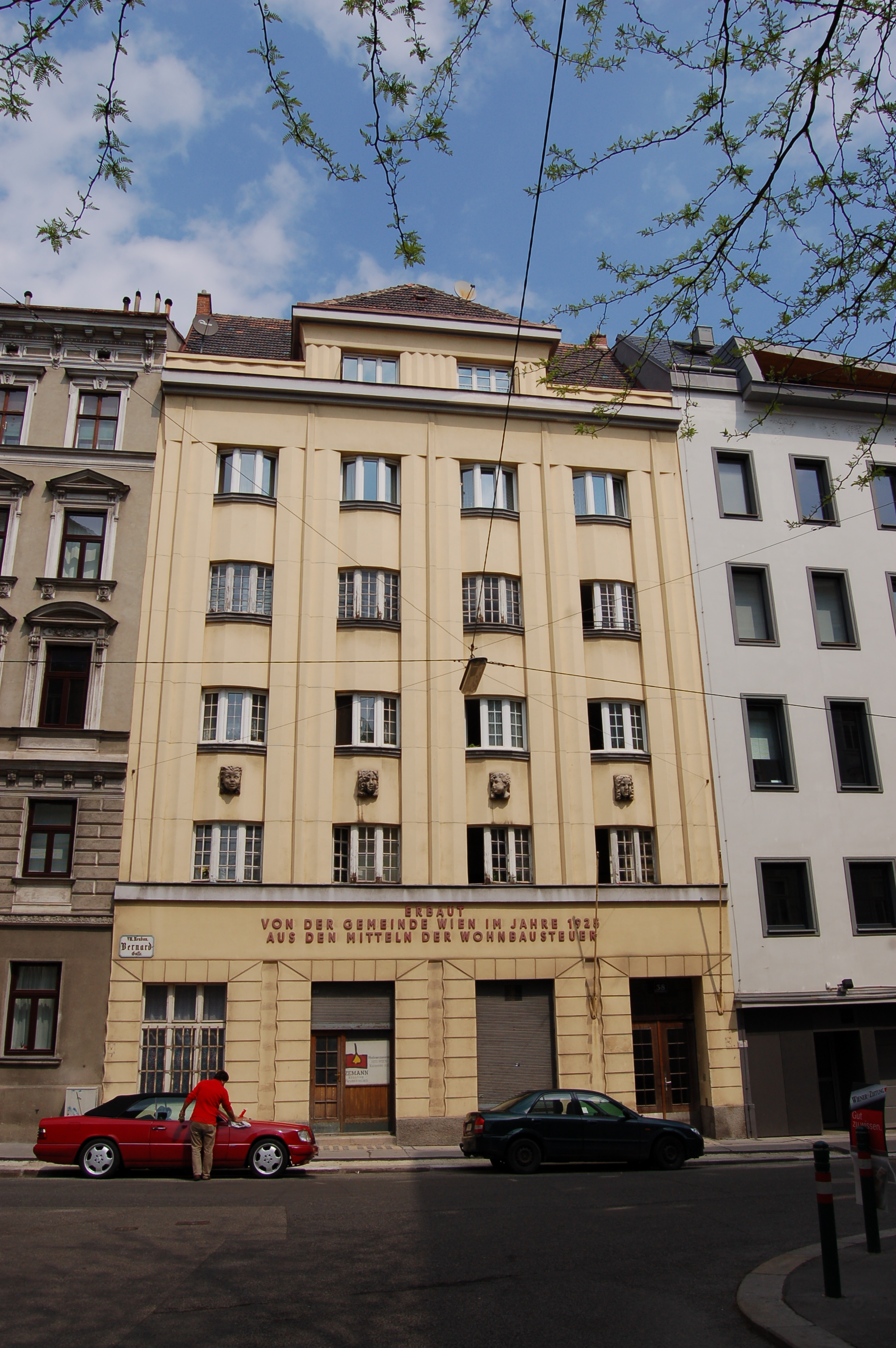
Wohnhausanlage Bernardgasse 38 (1925)
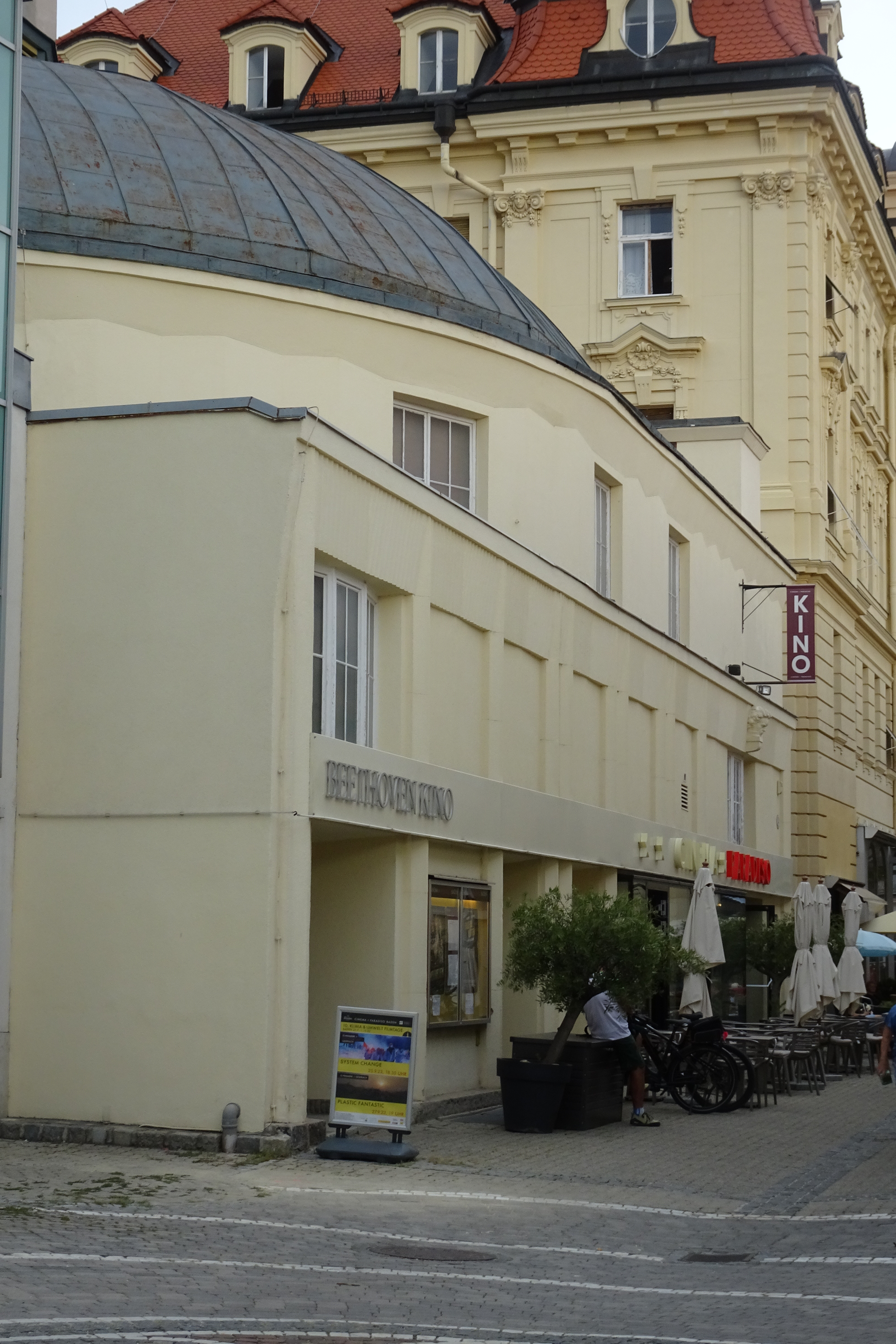
Beethovenkino in Baden (1927)
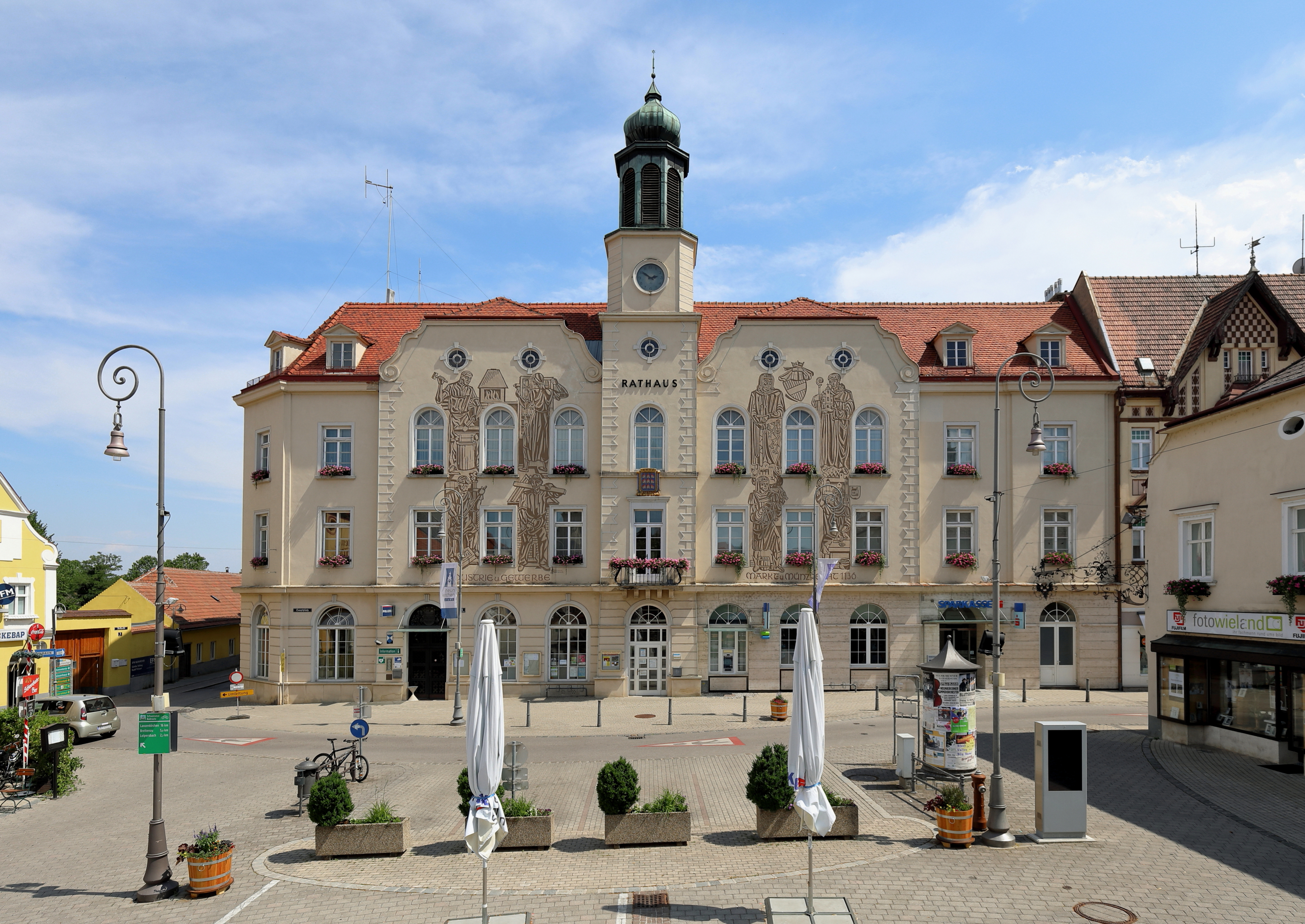
Rathaus von Neunkirchen (1948–1950)